# トレヴァー・J・バーンズ
トレヴァー・ジョン・バーンズ（Trevor John Barnes, FBA、1956年7月14日 - ）は、イングランドのロンドンで生まれたイギリスの地理学者、ブリティッシュコロンビア大学の経済地理学教授。

## 経歴
トレヴァー・バーンズは、1983年にミネソタ大学でPh.D.を取得したが、これはエリック・シェパードが指導した『The Geography of Value, Production, and Distribution: Theoretical Economic Geography after Sraffa（価値・生産・分配の地理学、スラッファ以降の理論経済地理学）』という論文によるものであった。 バーズは、研究者としてのキャリアを空間科学者 (spatial scientist) として歩み始めたが、近年では研究関心は経済地理学史へ移って来ている。現在取り組まれているのは、地理学における計量革命の歴史、経済地理学における認識論的多元論、ロジャー・ヘイター ( Roger Hayter) とともに取り組んでいる森林の制度的分析、創造産業などである。バーンズが共編に加わった『Writing Worlds』は、地理学が言説の問題に目を向ける契機となり、メディアとコミュニケーションの地理学の研究者たちは広くこれを引用するようになっている。2014年には、イギリス学士院の通信会員 (Corresponding Fellow) となった。
バーンズは、「空間と場所に関して鍵となる思想家 (Key Thinker on Space and Place)」と称されており、2011年にはカナダ王立協会フェローとなった。2012年、エレン・チャーチル・センプル賞をケンタッキー大学地理学部から贈られた。
また、2019年には、経済地理学分野における発展への貢献が認められ、王立地理学会から金メダル（創立者メダル）を贈られた。

## おもな著書
- Sheppard, E., and Barnes, T.J. The Capitalist Space Economy: Geographical Analysis After Ricardo, Marx and Sraffa. London: Unwin Hyman, 1990.
- Barnes, T.J., and Duncan, J.S. (eds.) Writing Worlds: Texts, Discourses and Metaphors in the Interpretation of Landscape. London: Routledge, 1992.
- Barnes, T. J. Logics of Dislocation: Models, Metaphors, and Meanings of Economic Space. New York: The Guilford Press, 1995.
- Barnes, T.J., Gregory, D. (eds.) Reading Human Geography: The Poetics and Politics of Inquiry. New York: Wiley, 1997.
- Barnes, T. J. and Hayter, R. (eds.) Troubles in the Rainforest: British Columbia's Forest Economy in Transition. Victoria: Western Geographical Press, 1997.
- Barnes, T. J. and Gertler, M. S. (eds.) The New Industrial Geography: Regions, Regulation and Institutions. London: Routledge, 1999.
- Sheppard, E. and Barnes, T. J. (eds.) A Companion to Economic Geography. Oxford: Blackwell, 2000.
- Barnes, T. J., Peck, J., Sheppard, E., and Tickell, A. (eds.) Reading Economic Geography. Oxford: Blackwell, 2003.
- Tickell, A., Sheppard, E., Peck, J., and Barnes, T. J. (eds.) Politics and Practice in Economic Geography. London:Sage, 2007.
- Barnes, T. J., Peck, J., and Sheppard, E. (eds.) The Wiley-Blackwell Companion to Economic Geography. Chichester: Wiley-Blackwell, 2012.

## 関連文献
- Susanne Reimer. Trevor Barnes. In: Phil Hubbard, Rob Kitchin, Gill Valentine (editors). Key Thinkers on Space and Place. SAGE Publications, 2004, p. 22-26. ISBN 978-0-7619-4963-3